# Franjo Šimić
Franjo Šimić (25. svibnja 1900. – 9. kolovoza 1944.), hrvatski vojnik, časnik u vojskama Kraljevine Jugoslavije i Nezavisne Države Hrvatske.

## Životopis
Franjo Šimić rođen je u blizini Gospića. Završio je Vojnu akademiju u Beogradu za vrijeme Kraljevine Jugoslavije. U jugoslavenskoj kraljevskoj vojsci je dobio čin pukovnika.
Osnutkom Nezavisne Države Hrvatske priključuje se Hrvatskom domobranstvu i nakon uspješnih borbi s partizanima u Hercegovini dobiva položaj zapovjednika 9. pješačke pukovnije i 2. gorskog zdruga od 1941. do 1942.
U lipnju 1942. imenovan je Poglavnikovim izvanrednim opunomoćenikom za vojne operacije u područjima oko Plive i Rame i velike župe Lašva-Glaž. Ponovno je zauzeo Šuicu i Tomislavgrad. Iste godine dobiva Vojnički red željeznog trolista III. stupnja zbog zasluga u obrani Kupresa i Bugojna. U studenom 1942. imenovan je zapovjednikom 1. domobranske dobrovoljačke pukovnije, gdje ostaje do lipnja 1944. godine. Nakon pljački i pokolja koje su počinili četnici Dobroslava Jevđevića izvršili u Sovićima i Grudama, Šimić je uložio prosvjed lokalnom talijanskom generalu koji je natjerao Jevđevića da obeća vratiti opljačkane stvari.
U čin generala Šimić je promaknut 19. veljače 1944. god. Ubijen je u Mostaru u nepoznatim okolnostima, navodno u četničkoj zasjedi. Posmrtno dobiva Vojnički red željeznog trolista II. stupnja s hrastovim grančicama a time i naslov viteza.
Poslije rata ustaški dužnosnik Ivo Rojnica za Šimićevo ubojstvo optužio je ustaškog pukovnika Rafaela Bobana.